# Mina El Hammani
Mina El Hammani (in arabo مينا الحماني‎?; Madrid, 29 novembre 1993) è un'attrice spagnola di origini marocchine, conosciuta principalmente per aver interpretato il ruolo di Nadia nella serie Netflix Élite doppiata da Valentina Perrella.

## Biografia
Mina è nata e cresciuta a Madrid da genitori marocchini; la madre è di Casablanca, mentre il padre era originario del Rif.
Ha iniziato la sua carriera di attrice nel 2014, dopo aver seguito vari corsi di recitazione. Ha lavorato anche in teatro nel 2015 con Experiencia 75 e nel 2017 con Dentro de la tierra.
Nel 2018 raggiunge la fama mondiale grazie alla serie televisiva Netflix Élite interpretando Nadia Shanaa.

## Filmografia

### Televisione
- Centro médico – serie TV, episodio 1x08 (2015)
- Il Principe - Un amore impossibile (El Príncipe) – serie TV, 15 episodi (2015-2016)
- La que se avecina – serie TV, episodio 9x04 (2017)
- ISIS - Le reclute del male (The State) – miniserie TV, episodio 1x02 (2017)
- Servir y proteger – soap opera (2017-2018)
- Élite – serie TV, 35 episodi (2018-2021, 2024)
- Hernán – serie TV, episodio 1x07 (2019)
- Élite - storie brevi (Élite historias breves) – miniserie TV, 3 episodi (2021)
- El Internado: Las Cumbres – serie TV, 8 episodi (2021-in corso)

## Doppiatrici italiane
Nelle versioni in italiano dei suoi prodotti, Mina El Hammani è stata doppiata da:
- Valentina Perrella in Élite